# Portacomaro
Portacomaro – miejscowość i gmina we Włoszech, w regionie Piemont, w prowincji Asti.
Według danych na styczeń 2009 gminę zamieszkiwało 1998 osób przy gęstości zaludnienia 182,6 os./1 km².
W Portacomaro mieszkali pradziadkowie papieża Franciszka.